# Гавино (Вологодская область)
Гавино — деревня в Череповецком районе Вологодской области.
Входит в состав Коротовского сельского поселения, с точки зрения административно-территориального деления — в Коротовский сельсовет.
Расстояние до районного центра Череповца по автодороге — 91 км, до центра муниципального образования Коротово по прямой — 12 км. Ближайшие населённые пункты — Клопузово, Степаново, Дуброво.
По переписи 2002 года население — 24 человека (10 мужчин, 14 женщин). Всё население — русские.